# People Will Talk
People Will Talk is een film uit 1951 onder regie van Joseph L. Mankiewicz. De film is gebaseerd op het toneelstuk Dr. Med. Hiob Praetorious, geschreven door Curt Goetz.
De film gaat over dokter Noah Praetorius, die onorthodoxe methodes gebruikt voor het herstel van zijn patiënten. Zijn laatste patiënt is Deborag Higgins, een ongetrouwde zwangere vrouw die zelfmoordneigingen heeft. De twee worden verliefd...

## Rolverdeling
| Acteur          | Personage           |
| --------------- | ------------------- |
| Cary Grant      | Dr. Noah Praetorius |
| Jeanne Crain    | Deborah Higgins     |
| Finlay Currie   | Shunderson          |
| Hume Cronyn     | Prof. Rodney Elwell |
| Walter Slezak   | Prof. Barker        |
| Sidney Blackmer | Arthur Higgins      |
| Basil Ruysdael  | Lyman Brockwell     |
| Katherine Locke | Miss James          |